# Rừng phòng hộ
Rừng phòng hộ được sử dụng chủ yếu để bảo vệ nguồn nước, bảo vệ đất, chống xói mòn, chống sa mạc hóa, hạn chế thiên tai, điều hòa khí hậu, bảo vệ môi trường, hạn chế xâm nhập mặn, chắn cát,chống nạn cát bay,...

## Phân loại

### Theo vị trí
- Rừng phòng hộ đầu nguồn: Nhằm điều tiết nguồn nước cho các dòng chảy, các hồ chứa để hạn chế lũ lụt, giảm xói mòn, bảo vệ đất, ngăn sự bồi lấp lòng sông, lòng hồ. Chủ yếu là những nơi đồi núi có độ dốc cao, yêu cầu đối với rừng phòng hộ đầu nguồn phải tạo thành vùng tập trung có cấu trúc hỗn loài, nhiều tầng, có độ che phủ của tán rừng là 0,6 trở lên.
- Rừng phòng hộ ven biển: Được thành lập với mục đích chống gió hạn, chắn cát bay, ngăn chặn sự xâm mặn của biển, chắn sóng lấn biển, chống sạt lở, bảo vệ các công trình ven biển.
- Rừng phòng hộ bảo vệ môi trường sinh thái: Nhằm mục đích điều hòa khí hậu, chống ô nhiễm môi trường trong các khu dân cư, khu đô thị, khu du lịch

### Theo mức độ xung yếu
- Rất xung yếu
- Xung yếu